# محمد عدناني
محمد عدناني (1976، أبو الجعد) أديب وباحث مغربي، أستاذ مبرز في اللغة العربية سنة 2006 وأستاذ جامعي بكلية الآداب جامعة محمد الخامس بالرباط.

## مؤلفات
- إشكالية التجريب ومستويات الإبداع في المشهد الشعري المغربي الجديد. دراسة نقدية، 2006 ، دار جذور للنشر.
- تكامل القصيدِ والخبر في قصيدة بانت سعاد لكعب بن زهير. دراسة نقدية، المغرب، 2006، دار جذور.
- مُتَعٌ بالمجان ، محكيات ، 2006 ،عين أسردون للطباعة والنشر.
- تجليات الذات وتناغم الكون في قصيدة المُؤْنِسَة/ الثمدين لمجنون ليلى. دراسة نقدية، 2009 ، عين أسردون للطباعة والنشر.
- ياسمينٌ فوق سرير الجمر ، شعر، 2010 ، دار القرويين.
- التناص ورحلة المعنى الثقافي في الغزل العذري 2013م